# Gallizien
Gallizien (slowenisch Galicija) ist eine im Bezirk Völkermarkt in Österreich, im Bundesland Kärnten gelegene zweisprachige Gemeinde mit 1793 Einwohnern (Stand 1. Jänner 2024).

## Geographie
Die Gemeinde Gallizien liegt im südlichen Kärnten am Übergang vom Rosental zum Jauntal. Das Gemeindegebiet erstreckt sich zwischen der Drau und dem Obir (einem nördlichen Ausläufer der Karawanken) in einer Seehöhe zwischen ca. 390 m (Drauufer nördlich von Möchling) und 2139 m (Gipfel des Hochobir). Es wird von der Vellach durchflossen, die die Grenze zwischen Rosen- und Jauntal bildet.

### Gemeindegliederung
Gallizien ist in die sechs Katastralgemeinden Abtei (Apače), Gallizien (Galicija), Enzelsdorf (Encelna vas), Glantschach (Klanče), Vellach (Bela), Möchling (Mohliče) gegliedert. Das Gemeindegebiet umfasst folgende 20 Ortschaften (Einwohnerzahl Stand 1. Jänner 2024):
- Abriach (Obrije) (68)
- Abtei (Apače) (135)
- Dolintschach (Dolinče) (19)
- Drabunaschach (Drabunaže) (42)
- Enzelsdorf (Encelna vas) (117)
- Feld (Polje) (35)
- Freibach (Borovnica) (42)
- Gallizien (Galicija) (285)
- Glantschach (Klanče) (153) samt Oberglantschach und Unterglantschach
- Goritschach (Goriče) (114)
- Krejanzach (Krejance) (75)
- Linsendorf (Lečne) (16)
- Möchling (Mohliče) (79)
- Moos (Blato) (98)
- Pirk (Brezje) (34)
- Pölzling (Pecelj) (37)
- Robesch (Robeže) (33)
- Unterkrain (Podkrinj) (57)
- Vellach (Bela) (160) samt Schaffersiedlung
- Wildenstein (Podkanja vas) (194) samt Planteu

### Nachbargemeinden
| Ebenthal in Kärnten          | Grafenstein                                 | Sankt Kanzian am Klopeiner See |
| Sankt Margareten im Rosental | Kompassrose, die auf Nachbargemeinden zeigt | Sittersdorf                    |

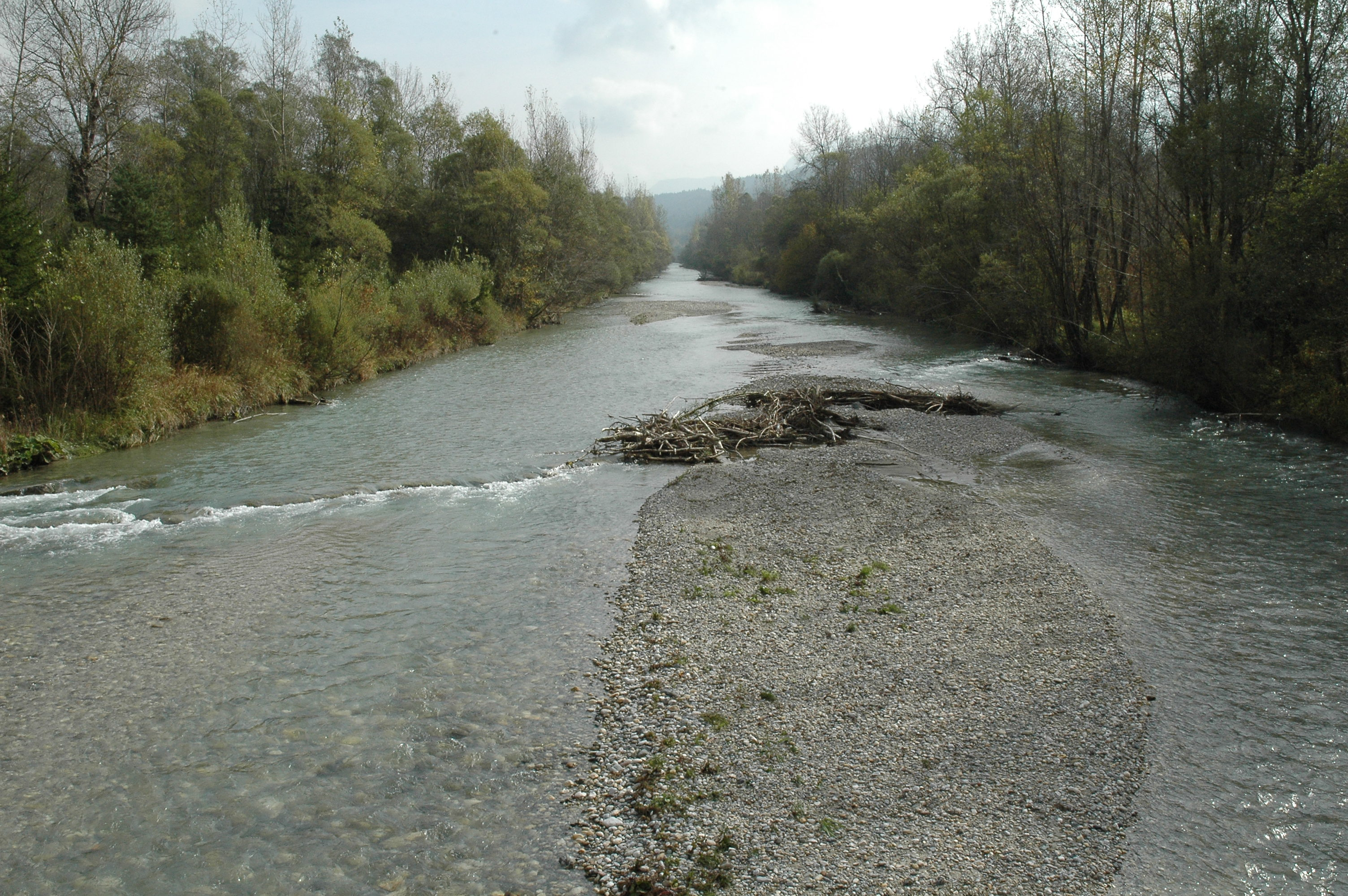
Unterlauf der Vellach

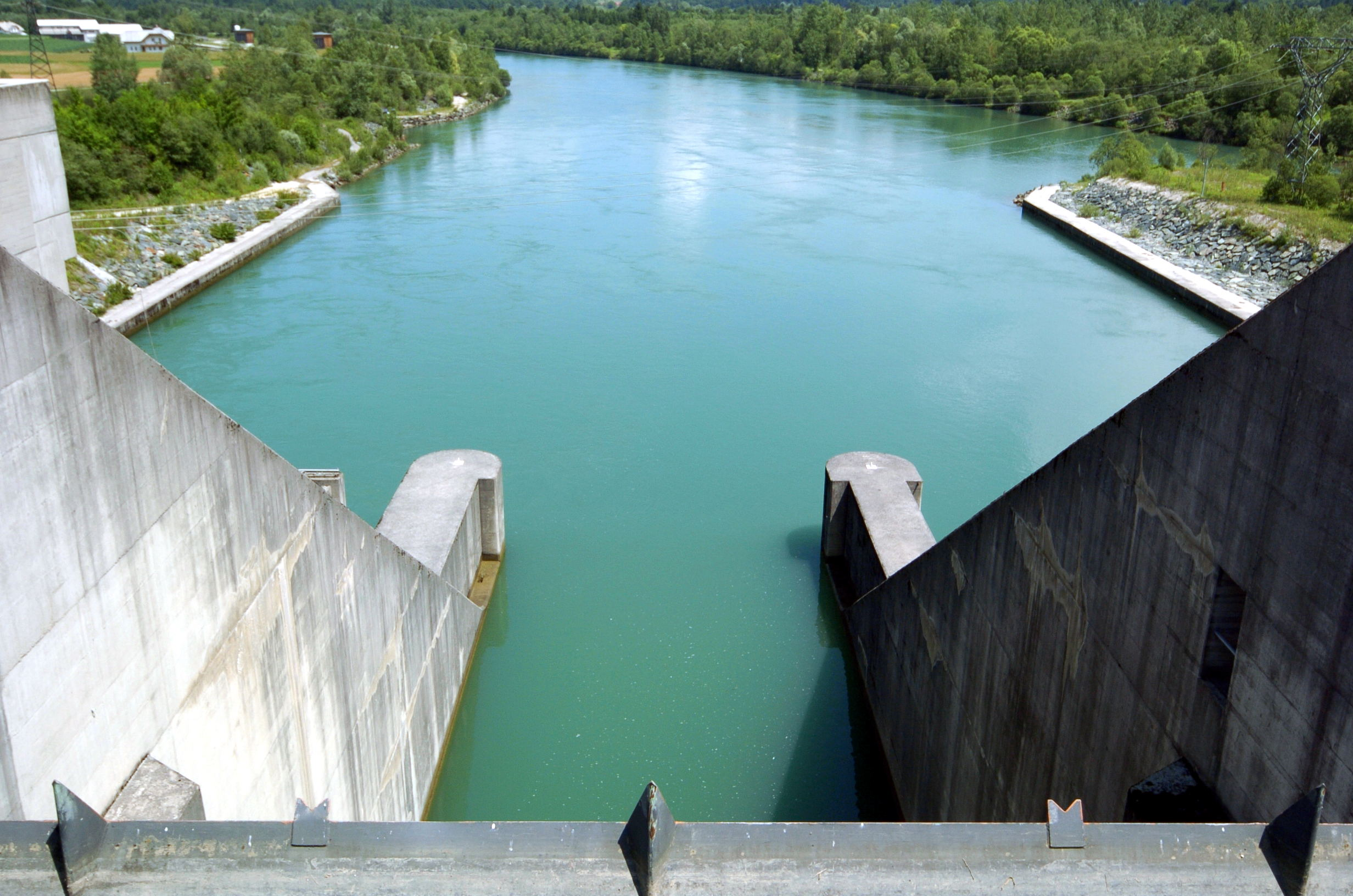
Drau-Laufkraftwerk Annabrücke der ÖDK

| Zell                         | Eisenkappel-Vellach                         |                                |

## Geschichte
Mit dem Fund einer römischen Villa und einer Siedlung im Jahr 1931 in der Nähe von Möchling, beide über eine Straße mit einer Befestigungsanlage am 653 m hohen Steinerberg verbunden, lässt sich die Siedlungstätigkeit auf dem Gebiet der Gemeinde zumindest bis zur Römerzeit zurückführen. Am Ende der Völkerwanderungszeit ließen sich slawische Stämme nieder, die auch für die deutsch-slowenische Namensgebung der Orts- und Flurbezeichnungen prägend waren (z. B. Dolintschach – Talmulden-Bewohner, Goritschach – Bergkuppenbewohner, Glantschach – Bewohner am steilen Hohlweg).
Zu Beginn des 12. Jahrhunderts erbauten die Herren von Rechberg am nördlichen Obirabfall die Burg Wildenstein. Diese wurde jedoch 1348 von einem Erdbeben (welches auch zum Dobratschabsturz führte) zerstört und ist heute nur noch als Ruine erhalten. Herzog Heinrich IV. von Spanheim schenkte das Gebiet um Möchling (predium quod Mochilich dicitur) dem Stift St. Paul. Kirchenadministrativ gesehen unterstand das Gebiet, wie der gesamte südlich der Drau gelegene Teil Kärntens, seit 811 dem Patriarchat von Aquileia.
Augustiner-Chorherren des Stiftes Eberndorf errichteten eine dem Heiligen Jakob dem Älteren geweihte Eigenkirche. Ursprünglich wurde die Kirche als „unter Wildenstein“ oder „an der Vellach“ bezeichnet. Ab dem 15. Jahrhundert führte der Ort, in dem sich die Kirche befand, den Namen Gallizien (nach dem spanischen Wallfahrtsort Santiago de Compostela in Galicien, die dem gleichen Heiligen geweiht ist). Davor hieß der Ort Gestidorf.
Im Jahre 1473 gab es den ersten von fünf Türkeneinfällen in Kärnten. Vom Möchlinger Feld aus unternahmen die Renner und Brenner, wie die asiatischen Reiterhorden auch bezeichnet wurden, ihre Streifzüge nach Gurnitz, Klagenfurt, Sankt Veit an der Glan, Feldkirchen und in die Wörthersee-Gegend, wo sie viel Schaden anrichteten, Menschen töteten, Bauernhöfe verwüsteten und Kirchen niederbrannten. In Goritschach erinnert das Mortinz-Kreuz an die große Türkenschlacht am 26. September 1473.
Bis ins 16. Jahrhundert war der Ortsteil Möchling ein wichtiger Verkehrsknotenpunkt, da hier sowohl die Straße zum Seebergsattel durchführte (bis zum Ausbau des Loiblpasses ein wichtiger Karawankenübergang) als auch eine Überfuhr über die Drau existierte. Diese wurde im 1836 durch den Bau einer hölzernen Mautbrücke (Annabrücke) ersetzt.
Die 1850 gebildete Gemeinde Gallizien wurde 1865 um die Katastralgemeinde Goritschach (an Eberndorf) verkleinert. 1944 erfuhr sie durch die Eingemeindung der Katastralgemeinden Möchling und Vellach einen erheblichen Gebietszuwachs.
Gegen Ende des 19. und zu Beginn des 20. Jahrhunderts war Gallizien noch ein weitestgehend slowenischsprachiger Ort. Deutsch war nur begrenzt Lingua franca für jene, die es beherrschten. Das organisierte Vereinsleben der Slowenen blühte in jener Zeit in der Gegend auf, so dass der slowenische Kyrill-und-Method-Schulverein Družba sv. Cirila in Metoda (CMD) 1888 in Abtei, 1890 für Pribelsdorf und Umgebung und 1908 in Sankt Margareten im Rosental Zweigvereine gründete. 1907 kommt es zur Gründung des Bildungsvereines Trta in Sittersdorf/Žitara vas. Gleichzeitig erhält das slowenische Chorwesen einen bedeutenden Aufschwung und insbesondere die Kirchenchöre werden wichtige Träger der slowenischen Sprachkultur. Wer im Chor sang, konnte gutes Schriftslowenisch.

### Der erste militärische Kampf am Robesch/Robež 1942

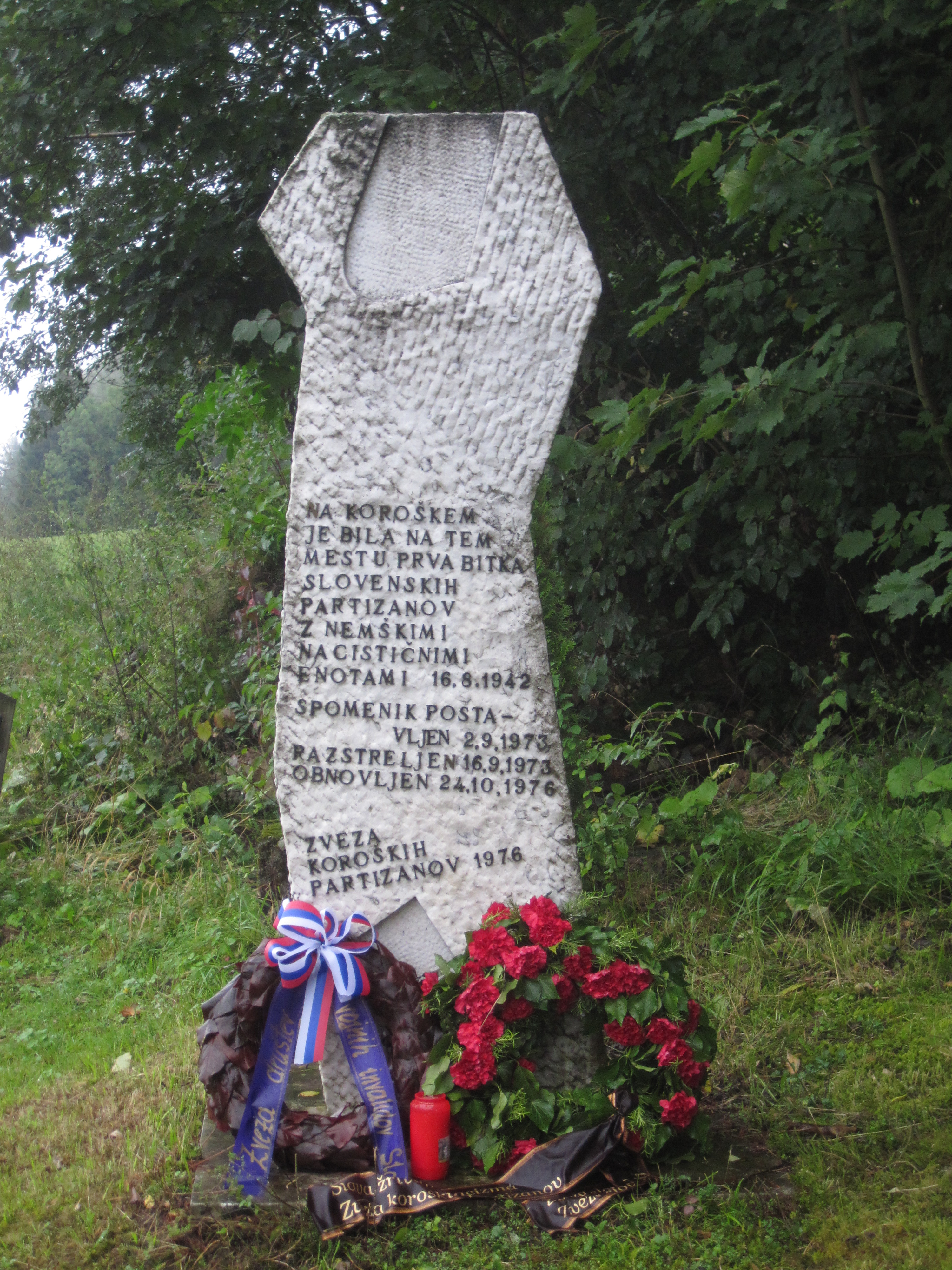
Denkmal in Robesch, 16. August 1942

Die Ressentiments gegen alles Slowenische steigerten sich ab dem Beginn des Ersten Weltkrieges und erlebten einen ersten Höhepunkt mit der Vertreibung der slowenischen Intelligenz nach der Kärntner Volksabstimmung 1920. Einen zweiten Höhepunkt stellte die auf lange Hand geplante Deportation von über 1000 Slowenen aus dem gesamten slowenischen Sprachgebiet Südkärntens am 14. April 1942 dar, deren Ziel Terror und Raub waren. Damals kam es zu breiterem bewaffnetem Widerstand gegen das Nazi-Regime, der in der Folge maßgeblich zur Wiedererrichtung Österreichs beitragen sollte. Darin schrieb die erste militärische „Schlacht“ am Robesch (v Robežah) europäische Geschichte, zumal es die erste erfolgreiche Partisanenaktion im gesamten Dritten Reich war. Am 16. August 1942, wenige Monate nach den massiven Deportationen, überfiel eine SS-Einheit ein Partisanenlager auf dem Robesch aus dem Hinterhalt. Die Partisanen mussten ihre Waffen zurücklassen und in den Wald fliehen. Deshalb war wohl die Überraschung der SS umso größer, als die Partisanen lediglich mit Steinen bewaffnet einen Gegenangriff wagten und so die SS in die Flucht jagten. Dabei fielen zwei Partisanen und mehrere SS-Angehörige. Dieser erste militärische Sieg war von großer symbolischer Kraft für die terrorisierten Menschen im Land und für den bewaffneten Widerstand, der schließlich siegreich aus dem Konflikt hervorging und zur Befriedung Europas beitrug.

## Bevölkerung
Zum Zeitpunkt der Volkszählung 2001 hatte die Gemeinde Gallizien 1.825 Einwohner, davon waren 97,8 % österreichische und 1,2 % deutsche Staatsbürger. 8,5 % der Einwohner zählten sich zur slowenischsprachigen Volksgruppe.
Zur römisch-katholischen Kirche bekannten sich 92,2 % der Gemeindebevölkerung, zur evangelischen Kirche 1,8 %, ohne religiöses Bekenntnis waren 4,2 %.
Das Gemeindegebiet von Gallizien zählt zum slowenischen Dialektgebiet des Jauntales (slow. podjunsko narečje), der ein Dialekt der Kärntner slowenischen Dialektgruppe ist. Bezeichnend ist, dass Gallizien zum zentralen Jauntaler Dekanat Eberndorf/Dobrla vas zählt.

### Bevölkerungsentwicklung
Von 1981 bis 2001 waren sowohl die Geburtenbilanz als auch die Wanderungsbilanz positiv. Seit 2001 sind beide Bilanzen negativ.

## Kultur und Sehenswürdigkeiten
- Pfarrkirche St. Jakob der Ältere in Gallizien – Pfarrkirche mit einer Madonna um 1425/30
- Pfarrkirche Möchling, dem heiligen Paulus geweiht, und Pfarrhof
- Wildensteiner Wasserfall mit einer Fallhöhe von 54 m (unterhalb des Hochobir-Gipfels)
- Schloss Möchling

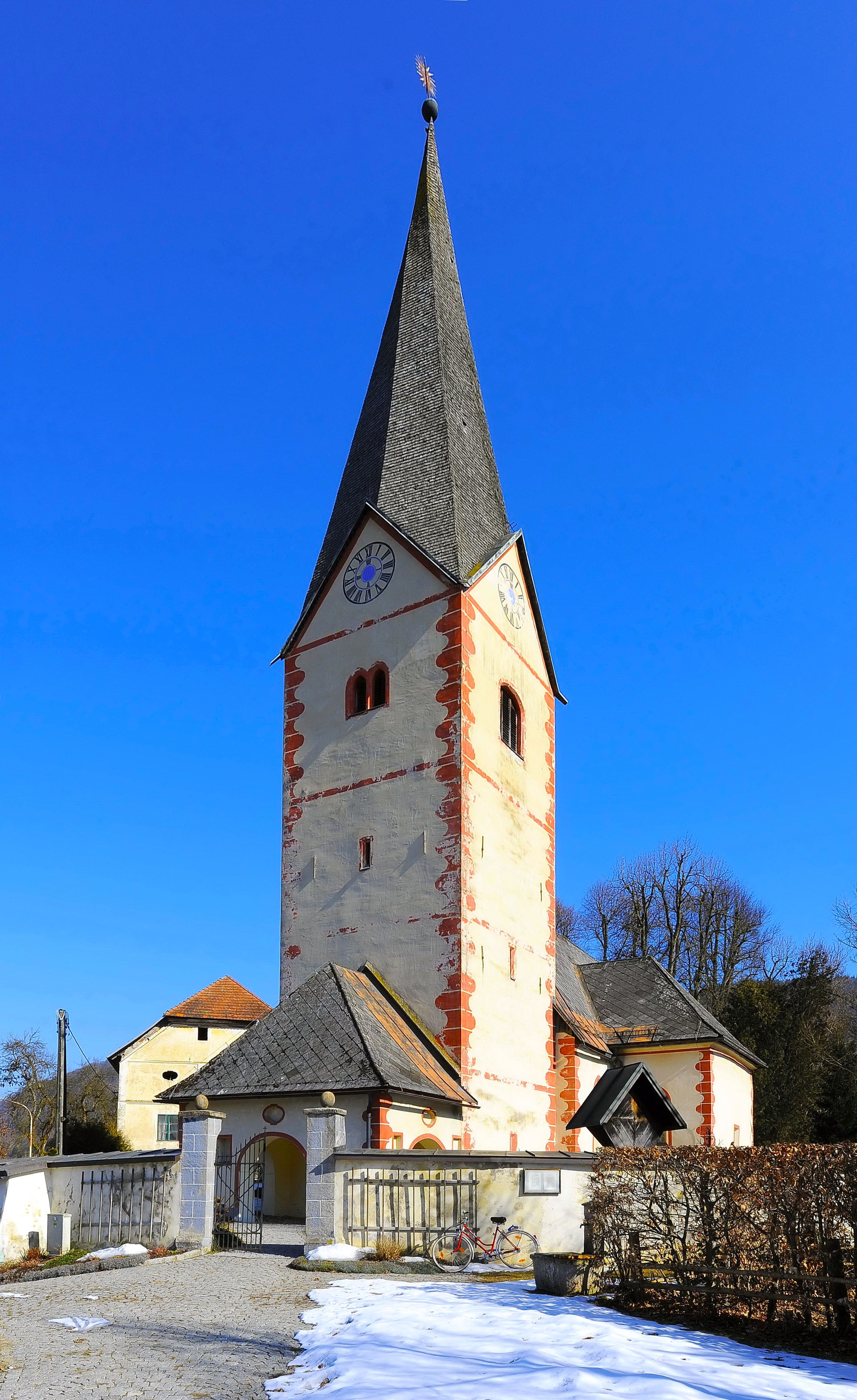
Pfarrkirche Heiliger Paulus in Möchling
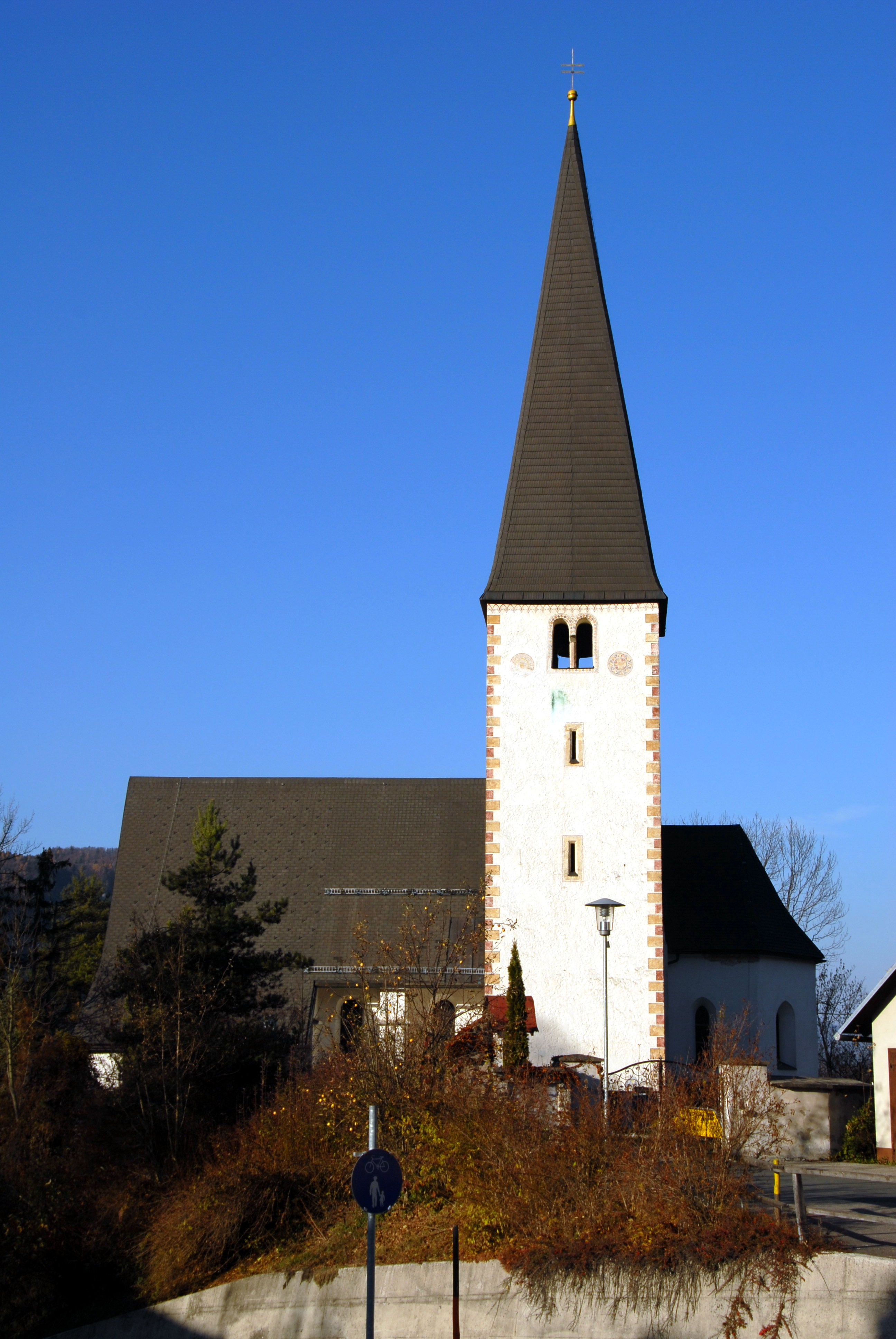
Pfarrkirche Sankt Jakob der Ältere in Gallizien
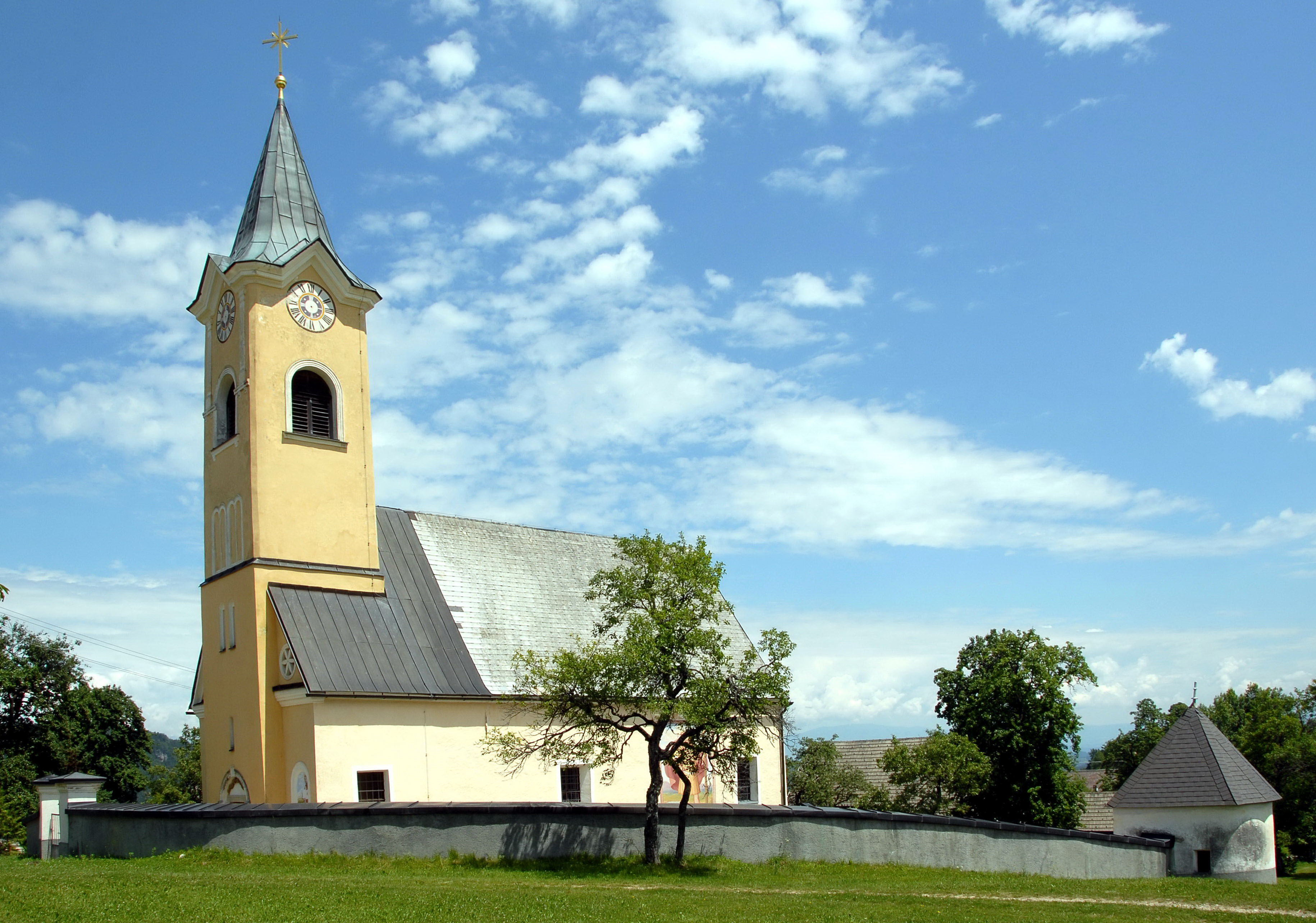
Pfarrkirche in Abtei
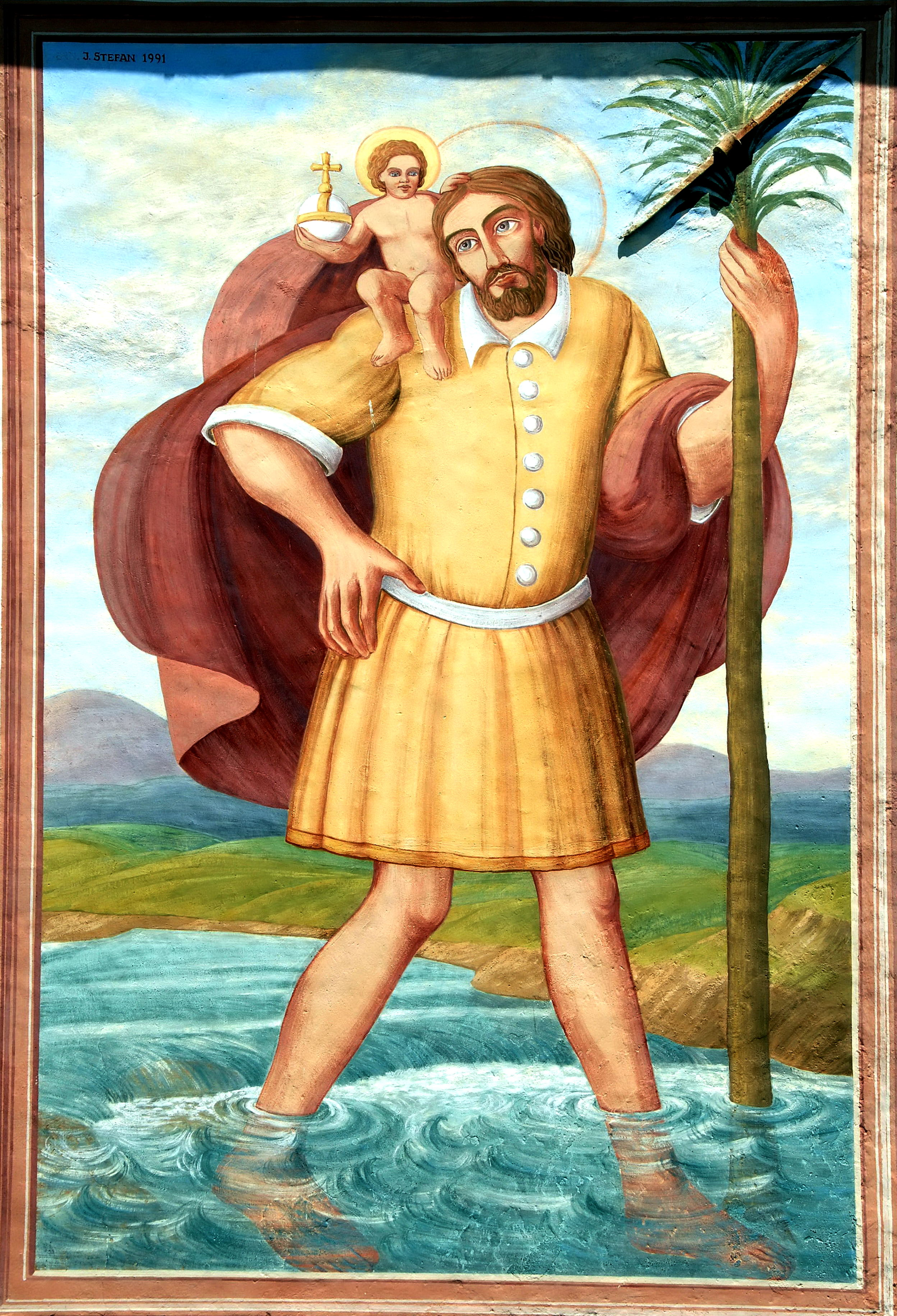
Christopherus-Fresko an der Südwand der Pfarrkirche in Abtei

## Wirtschaft und Infrastruktur

### Wirtschaftssektoren
Die folgende Tabelle zeigt die Entwicklung der Anzahl der Betriebe und der Beschäftigten in den Wirtschaftssektoren:
| Wirtschaftssektor            | Anzahl Betriebe | Anzahl Betriebe | Anzahl Betriebe | Erwerbstätige | Erwerbstätige | Erwerbstätige |
| Wirtschaftssektor            | 2021            | 2011            | 2001            | 2021          | 2011          | 2001          |
| ---------------------------- | --------------- | --------------- | --------------- | ------------- | ------------- | ------------- |
| Land- und Forstwirtschaft 1) | 51              | 145             | 180             | 56            | 48            | 37            |
| Produktion                   | 18              | 16              | 13              | 74            | 100           | 94            |
| Dienstleistung               | 63              | 58              | 34              | 150           | 117           | 108           |

1) Betriebe mit Fläche in den Jahren 2010 und 1999, Arbeitsstätten im Jahr 2021

### Energie
Die Drau wird durch das 1981 durch die Österreichischen Draukraftwerke errichtete Laufkraftwerk Annabrücke sowie das 1958 gebaute Speicherkraftwerk Freibach der KELAG zur Stromerzeugung genutzt.

### Verkehr
Durch das Gemeindegebiet verläuft die Rosental Straße (B 85) in ost-west-östlicher Richtung und verbindet die Gemeinde mit den Nachbargemeinden St. Margareten und Eisenkappel-Vellach. Von ihr zweigt bei der Ortschaft Gallizien eine Landstraße in Richtung Grafenstein ab.

## Politik

### Gemeinderat
Der Gemeinderat hat 15 Mitglieder und setzt sich seit der letzten Gemeinderatswahl 2021 wie folgt zusammen:
- 8 ÖVP
- 5 SPÖ
- 1 FPÖ
- 1 EL

Direkt gewählter Bürgermeister ist seit 2015 Hannes Mak (ÖVP). Von 1997 bis 2015 war Rudolf Tomaschitz-Türk (SPÖ) Bürgermeister.

### Wappen
Im Wappen von Gallizien symbolisiert die silberne gezackte Spitze den „Hausberg“ der Gemeinde, den Hochobir, und der darin stehende blaue Keil den Wildensteiner Wasserfall. Jakobsmuschel und die von ihr belegten Pilgerstäbe sind Attribute des Pfarrpatrons Jakobus der Ältere. Die gekrönte silberne Schlange spielt auf eine lokale Sage an.
Die offizielle Blasonierung des Wappens lautet:

„In Blau eine silberne, bis zum Schildhaupt reichende, und in der rechten und linken Herzstelle je einmal gezackte Spitze mit einem bis unter den Gipfel steigenden blauen Keil, vorne begleitet von [zwei überkreuzten] silbernen Pilgerstäben [belegt] mit einer Jakobsmuschel, hinten von einer steigenden silbernen, golden bekrönten und golden bezungten Schlange.“

Wappen und Fahne wurden der Gemeinde am 10. Jänner 1986 verliehen. Die Fahne ist Blau-Weiß mit eingearbeitetem Wappen.

## Persönlichkeiten

### Mit der Gemeinde verbundene Persönlichkeiten
- Werner Berg (1904–1981), Maler
- Jan Milan Krkoška (1939–2016), Bildhauer
- Gerald Podgornig, Filmproduzent